# Athesis acrisione
Espèce
Athesis acrisione est une espèce de papillons de la famille des Nymphalidae qui se rencontre en Colombie et en Équateur.

## Liste des sous-espèces
Selon BioLib (28 mars 2025) :
- Athesis acrisione acrisione Hewitson, 1869 - Équateur
- Athesis acrisione deflavata Niepelt, 1928 - Colombie

## Description
Taille 9 à 10 cm environ.
Dessus de l'aile blanc, roux, transparent. Aile antérieure avec le bord costal jusqu'au milieu, le bord interne qui est large, le bord externe qui est étroit, une bande au milieu de la cellule, une bande à l'extrémité de la cellule, les trois branches de la nervure médiane, et la nervure médiane entre elles toutes noires : l'apex et les marges costale et externe jusqu'à leur milieu roux-orange : deux ou trois taches noires subapicales indistinctes. Aile postérieure avec une large bande au milieu, le bord externe large et les nervures entre elles noires : une série submarginale de douze taches blanches.
Dessous de l'aile comme ci-dessus, sauf que l'aile antérieure présente quelques petites taches blanches à l'apex et sur le bord externe vers l'angle anal, et que le bord costal de l'aile postérieure est jaune de la base au milieu, et roux.
La femelle ne diffère pas du mâle.

## Systématique
Le nom valide de ce taxon est Athesis acrisione Hewitson, 1869.